# CODE 02 PRETTY PRETTY
《CODE#02 PRETTY PRETTY》는 대한민국의 걸 그룹 레이디스 코드의 두 번째 EP 앨범이며, 2013년 9월 5일 발매되었다. 앨범 발매 1개월 전 수록곡 《Hate You》가 선공개되었으며, 벅스뮤직에서 차트 1위를 기록하기도 하였다.
타이틀 곡 《예뻐 예뻐》는 펑키한 스타일의 댄스곡으로, 음원 발매와 동시에 각종 음원차트에서 상위권을 차지하였다. 이 곡의 가사에는 멤버들 개개인의 특징이 들어가있으며, 양동근이 중간 랩 파트를 맡아 화제를 모았다. 레이디스코드의 노래 중 가장 대중적으로 히트한 곡으로 알려져 있으며, 2013년 멜론 연간차트에서 82위를 기록하였다.
4번 트랙 《I'm Fine Thank You》는 앨범 내 유일한 발라드 곡으로, 미니 1집에 수록된 《안 울래》와 더불어 팬들에게 가장 많은 사랑을 받는 발라드 넘버로 꼽힌다. 작사/작곡을 맡은 슈퍼창따이가 먼저 사망한 자신의 친구를 위해 제작한 추모곡이었다. 생전 은비가 가장 좋아했던 곡으로 알려져 있으며, 이 때문에 2014년 9월 교통사고로 은비가 사망하자 이 곡은 음원차트 1위에 오르기도 하였다.
2015년 9월 3일, 은비와 리세의 1주기를 맞아 폴라리스엔터테인먼트 소속 가수들이 《I'm Fine Thank You》의 리메이크 버전을 발표했다. 이 리메이크 버전에는 멤버 소정이 참여하였다.
2025년 7월 7일, 차마루(본명:유세현)가 2014년 9월에 세상를 떠난 레이디스 코드의  은비 (1992년)를위해I'm Fine Thank You노래계속들어서 멜론 플레이어에서I'm Fine Thank You노래를듣고있고 좋아하는연예인이기도해서레이디스 코드의  은비 (1992년)를보고싶은그리워서했다

## 곡 목록
모든 곡은 슈퍼창따이가 작사·작곡·편곡을 했다. (가사가 없는 "Polaris Club"과 "예뻐 예뻐 (Inst.)"는 제외)
| #            | 제목                   | 재생 시간 |
| ------------ | ---------------------- | --------- |
| 1.           | 〈Polaris Club〉       | 1:43      |
| 2.           | 〈예뻐 예뻐〉          | 3:33      |
| 3.           | 〈Hate you〉           | 3:30      |
| 4.           | 〈I'm Fine Thank you〉 | 4:01      |
| 5.           | 〈예뻐 예뻐 (Inst.)〉  | 3:33      |
| 총 재생 시간 | 총 재생 시간           | 16:20     |

## 발매 이력
| 지역     | 날짜           | 형식            | 레이블                       |
| -------- | -------------- | --------------- | ---------------------------- |
| 대한민국 | 2013년 9월 6일 | CD              | 폴라리스 엔터테인먼트 CJ E&M |
| 대한민국 | 2013년 9월 6일 | 디지털 다운로드 | 폴라리스 엔터테인먼트 CJ E&M |

## 차트 기록

### 싱글 차트
| 〈예뻐 예뻐〉          | 16 |
| 〈I'm Fine Thank You〉 | 3  |